# CityNews
『CityNews』（企業スタイル：CityNews）は、カナダのロジャーズ・スポーツ&メディアのCitytvネットワークでのニュース・時事番組のタイトル。ニュース放送部門は、1975年9月28日に、CHUMリミテッドが所有する同ネットワークのトロントとバンクーバーの放送局でスタンドアロンのローカルニュース放送としてCityPulseとして設立された。2004年にエドモントン、ウィニペグ、カルガリーのA-Channel加盟局を買収したことにより、2005年8月2日にCityNewsブランドでリニューアルされ、その後2012年にモントリオールに拡大された。残りのCitytv加盟局は、各局の『ブレックファスト・テレビジョン』の間にニュースのヘッドラインコーナーを放送する。
2017〜2018年にCityNewsが全国的にリニューアルされる前に、トロント郊外のCitytv加盟局では、2006年に正午と夕方のニュース番組が終了され、これらの局の残りのニュース番組（全国放送の『CityNews International』など）は2010年初めに終了された。
2021年6月4日、ロジャーズは、カナダ全土のニュースラジオプロパティ、680 NEWS（トロント・CFTR）、NEWS 1130（バンクーバー・CKWX）、660 NEWS（カルガリー・CFFR）、NEWS 95.7（ハリファックス・CJNI-FM）、570 NEWS（キッチナー・CKGL）は全て、同年年秋にCityNewsのIDでブランド変更されると発表したが、各局のコンテンツは変更されない。彼らは、2020年12月にCityNewsのIDを採用したオタワ・CIWW（旧：1310 NEWS）とCKBY-FM（スミスフォールズ）に加盟した。

## CityNews Toronto

### 歴史
1975年9月28日にパイロット版として『CityPulse』として、1976年9月12日に2番目のパイロット版としてトロントで放送された。『CityPulse』の最初の定期放送は1977年9月12日に放映された。2005年8月1日、ニュース放送というタイトルの最後の『CityPulse』が放映され、翌日、『CityNews』に名前が変更された。加盟局は、従来のアンカーデスクを放棄した最初のニュース番組であると主張しているが、アメリカのCBSニュースは、エドワード・R・マローの下で1950年代にこれを行っていた。テレビニュースにおけるその主な革新は、リポーターらがニュース記事においてより参加型の役割を果たすようにすることだった。その要素は、1982年に開始されたニュース番組『Live at 5』で、リードアンカーのデイブ・ライト（Dave Wright）がニュースルームを歩き回り、リポーターと話していた、沿海州の当時の姉妹局ATVからも取得された。
1980年代半ばまでに、モーゼス・ズナイマーによって開拓されたニュース放送のスタイルは、北アメリカでコピーするローカルニュース番組の「フォーマット」として宣伝された。この番組は、CHUMリミテッドが所有する他のテレビ局によって複製されており、その形式は、Citytv BarcelonaやCitytv Bogotáなどの世界中のいくつかのテレビ局にライセンス供与されている。地域を変更してフォーマットを複製する他の試みも試みられた。「CityPulse」スタイルのニュース放送での2つのアメリカの試みは、ロサンゼルスのKCOP-TVは『13 Real News』で、シアトルのKIRO-TVは『News Outside the Box』と呼ばれ、1993年に互いに数ヶ月以内にデビューした（後者の局は、当時の姉妹ラジオ局も活用しようとした）。両方の試みは失敗し、1994年までに両方の局は「伝統的な」ニュース放送に戻った。
1987年まで、『CityPulse』のアンカーは、2つのオレンジ、赤、黒の縞模様のビームと2つのアンカーの間にテレビが置かれた暗いスタジオのアンカーデスクの後ろに座っていた。『CityPulse at Six』は、1980年から1987年までの殆どの年に、ゴード・マルティノーとディニ・ペティがアンカーを務めていた。その当時の気象プレゼンターには、CHUMラジオのベテランであるジェイ・ネルソン（Jay Nelson）、ブライアン・ヒル（Brian Hill）、グレッグ・リスト（Greg Rist）、デイビッド・オンリーなどがいた。スポーツのアンカーには、ジム・マッケニー（Jim McKenny）、ラス・サルツバーグ（Russ Salzberg）、ジョン・サンダース、デビー・ヴァン・キーケベルト（Debbie Van Kiekebelt）、アン・ロメールなどがいた。
1981年以前は『CityPulse News at 10』として知られていた『CityPulse Tonight』は、ビル・キャメロン、後にゴード・マルティノー、そしてアン・ムロツコフスキーがアンカーを務めていた。1987年、ムロツコフスキーはマルティノーと共同アンカーを務めるために夕食の時間帯の番組に移動した。J・D・（ジョン）ロバーツは、エンターテインメントリポーターおよびマッチミュージックビデオジョッキーとして数年後、『CityPulse Tonight』のアンカーとしてニュースキャスターのキャリアを開始した。
1987年5月4日、『CityPulse』は、99 クイーン・ストリート・イーストから、他の放送局の運営と共に、トロントの299 クイーン・ストリート・ウエストにあるニュースルームに移動した。移動後、『CityPulse』はアンカーを中央の机から離し、ニュースルームの周りに配置するか（警察無線、モニターのバンク、そしておそらく最もユニークな機能を備えた割り当てデスクなど、主要な高速道路を示す点滅するライトが付いたトロントの地図は、大きなガラスの壁の後ろに配置され、アンカーがニュース記事や事件の場所を示すマーカーでガラスに描くことができるようにするなど）、ニュースルームを歩き始めた。
当時アメリカで人気のあった「24時間ニュースソース」形式に似た24時間の報道は、最初は湾岸戦争（『ガルフウォッチ（Gulfwatch）』として知られている）を報道するために1990年代初頭に開始された。戦争が終わった後、アップデートは通常の機能に改良された。これらは、短い更新の場合は『CityPulse（Overnight）NewsFlashes』（通常、暗くなったニュースルームのショットの後に、エリア交通カメラのショットが続く。ティッカーには、1つまたは2つの見出し、スポーツスコア、天気予報、または次の更新時刻が表示される。ニュースルームまたは警察のスキャナーの音が下に聞こえる）、または単に『CityPulse Updates』としてブランド化されており、割り当てデスクからのCityPulseリポーター（多くの場合、ケビン・フランキッシュ）がアンカーを務めたより長いアップデートのために、独自のひねりを加えて、制御デバイスを介してカメラ自体を操作する。
2008年3月までに、『CityNews』Torontoは評価で苦戦し、CTV（326,000人の視聴者）とグローバル（126,000人）に続いて3番目（平均10万人の視聴者）になった。同年1月21日、『CityNews at 5』が開始し、17:00にトロント市場の僅か1％のシェアを獲得した。
2008年7月、ロジャーズはカナダ・ラジオテレビ通信委員会（CRTC）に、Citytv Torontoと提携し、CityNews（Toronto）として知られる別の24時間ニュース放送局を立ち上げることを申請した。申請は同年12月10日に承認された。新しい放送局は、2011年10月3日に「CityNews Channel」として開始された「CP24」と直接競合していた。
2008年12月、Citytvは『CityNews Entertainment』部門全体を解雇した。エンターテインメントリポーターラリサ・ハラピンとリズ・ウエスト（Liz West）がリリースされ、エンターテインメントニュース記事がアンカーによって読まれた。
2009年9月、Citytvは、トロントのダウンタウンにある33 ダンダス・ストリート・イースト（ヤング＝ダンダス・スクエア）の現在のニュースルームに移動した。
2010年1月19日、『CityNews at Noon』、『CityOnline』、『CityNews at Five』は、Citytv加盟局内の一時解雇とリストラの一環として終了された。アン・ムロツコフスキーやローラ・ディバティスタ（Laura DiBattista）など、多くの長年の『CityNews』の放送中の人物が手放された。
Citytv Torontoは、2011年3月5日の土・日曜日夜に18:00と23:00のニュース番組を復活させ、パム・シール（Pam Seatle）が18:00のニュースを、メラニー・ン（Melanie Ng）が23:00のニュースのアンカーを務めた。2011年9月5日、Citytvトロントは、アンカーのフランシス・ドソウザ（Francis D'Souza）、トム・ヘイズ（Tom Hayes）、エイブリー・ヘインズ（Avery Haines）と共に『CityNews at Five』を復活させた。同年9月6日の翌日、Citytvが直営する5つの放送局全ての『ブレックファスト・テレビジョン』が5:30から9:00までの3時間半に延長された。その後、エイブリー・ヘインズは『CityNews at Five』を離れ、火・木曜日に『CityNews at Six』を特集する「The Inside Story（ザ・インサイド・ストーリー）」というコーナーを開始した。
2012年8月13日、CITY-TVは、毎晩23:00のニュース番組『CityNews Tonight』を30分から1時間に拡大した。
2015年に、同局は夕方のニュース番組の形式を変更し、スタジオ内のアンカーを削除し、全てのニュース記事を現場のビデオジャーナリストがプレゼンターを務めた。低コストの形式は、より「生の」プレゼンテーションで若い視聴者にアピールし、リポーターとそのジャーナリズムへの信頼を高めるように設計されている。

### CP24の『CityNews』
2008年以前は、『CityNews』とローカルケーブルニュースチャンネルであった「CP24」は、299 クイーン・ストリート・ウエストにある同じニュースルームとスタジオスペースを共有する複合事業だった。CP24は、『ブレックファスト・テレビジョン』や『CityNews』等のCitytvのニュース番組を同時放送した。 CP24はまた、生放送が終了した直後に、殆どの『CityNews』番組を再放送した。
2006年7月、ベル・グローブメディア（後のCTVグローブメディア、現：ベル・メディア）は、Citytv/CP24の親会社であるCHUMリミテッドを買収することを発表した。1年後、CRTCは、Citytv加盟局が売却されることを条件に売却を承認した。その後まもなく、Citytv加盟局のロジャーズ・コミュニケーションズへの販売が完了した。
短期間、物事は同じままだった。Citytvのアンカーは引き続きCP24のアンカーを務め、CP24に貢献し、CTV/ロジャーズが2007年11月から、新しいCP24のみと『CityNews』のみのパーソナリティの採用など、2つのチャンネル間での従業員の再編を発表するまで、ショーは2つのチャンネル間で同時放送された。
2008年11月、CP24は、殆どの業務をCitytvと共有されていた初代ニュースルームから、クイーン・ストリート・ウェスト・ウエストに面した窓のある2階の新しい最先端のニュースルームに移し、同時に、CP24は画面形式の新しい外観を発表した。CP24は、CTVが『ブレックファスト・テレビジョン』を除くほぼ全てのCitytvニュース番組を配信した2008年12月10日まで、『CityNews』番組の同時放送を続けた。その夜、『CTV News at Six』は、同チャンネルが1998年に放送を開始して以来残っていた『CityNews at Six』に取って代わった。批評家は、後者の変更は、CityNews Channelの立ち上げを計画しているCitytv TorontoのCRTCの承認によるものだと推測していた。最終的な関係の1つは、CP24が『ブレックファスト・テレビジョン』の同時放送を終了し、独自の朝の番組『CP24ブレックファスト』を開始した2009年3月26日に切断された。
2010年1月19日に発表されたCitytv加盟局での一時解雇に続き、CP24は『Live at 5』放送を15分から30分に延長し、さらに30分のニュース番組『Live at 5:30』を開始した。同番組は『Live at 5』と『Live at 5:30』の両方のホストを務めるCP24パーソナリティを特集し、トロントでの出来事についてインタビューをし、更新する。さらに、他の2つのCP24アンカーが、1つは17:00に、もう1つは17:30に同番組の共同ホストを務め、トロントのトップニュースをもたらす。2012年7月までに、『Live at 5』と『Live at 5:30』は、通常のCP24ニュース形式に戻り、1人のアンカーが17:00、もう1人のアンカーが17:30になった。

### CityNews Weather
『CityNews』は、グレータートロントエリア全体で独自の気象監視局を運営しているカナダで唯一のニュース番組である。『CityNews』は、20の気象観測所に加えて、どこでも天気を監視できるモバイルユニットである「CityNews Weather LiveEye」を導入した。
2007年6月21日、『CityNews』は、自社のウェブサイトにアクセスするよりも便利なデスクトッププログラムであるCityNews Weather Onlineを開始した。同プログラムには、天気予報や警報が発せられたときにユーザーに警告する機能が含まれている。
2008年11月、『CityNews』は、気象チームのメンバーの1人が毎日記録する映像天気予報である「CityNews Weather Webcast」を開始した。

### CityNews Webcast
2007年2月14日、『CityNews』は、トロントを拠点とするダウンロード可能なニュースポッドキャストである「CityNews Webcast」を作成した。平日にアップロードされるWebキャストは3つあります。午前中は『ブレックファスト・テレビジョン』のケビン・フランキッシュがプレゼンターを務めた。午後には、『CityNews at Six』アンカーのゴード・マルティノーが務めた。そして、夕方の最後のウェブキャストは、『CityNewsTonight』のホストを務めているアンカーが務めた。

### テーマ曲とオープニング
『CityPulse』のニュース放送は、元々テンプテーションズの「Masterpiece」のインストルメンタルバージョンから始まった。1979年に、メイナード・ファーガソン作曲の「ロッキーのテーマ」の演出に変更され、2000年代にリミックスされ、再アレンジされた。『CityPulse Tonight』のテーマは、1980年代初頭まで「Masterpiece」であり続けた。1985年から1994年まで、『CityPulse Tonight』のテーマ曲としてグラハム・ショー（Graham Shaw）の「Pentatus」が使用された。現在のテーマ曲はカスタム作曲の曲である。

## CityNews Channel

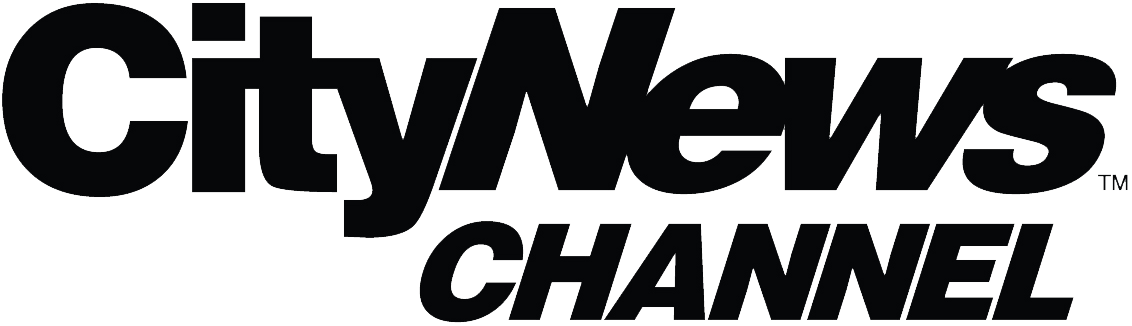
CityNews Channelのロゴ。

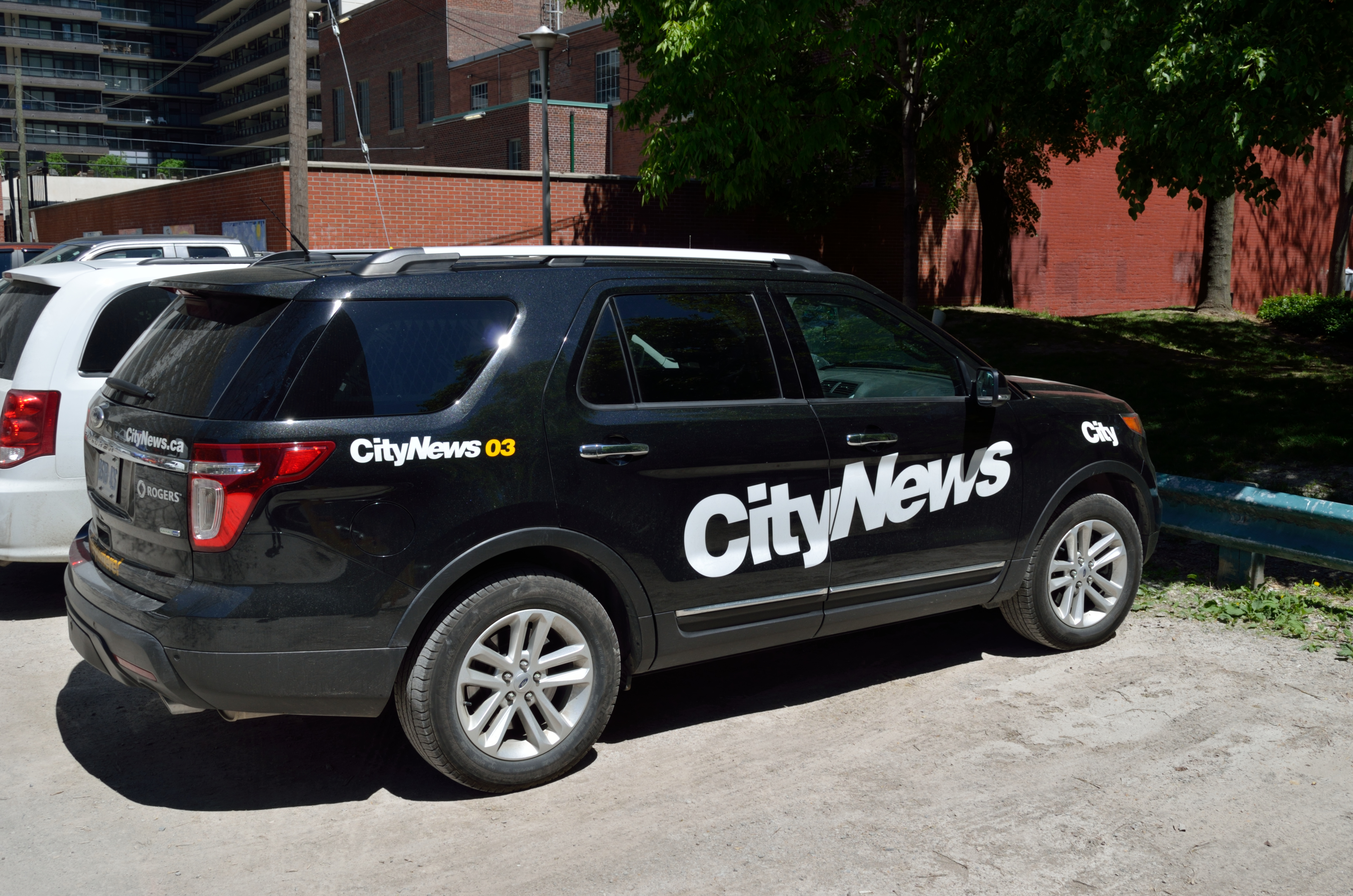
トロントに駐車したCityNewsの車両。

2011年5月30日、ロジャーズ・メディアは、トロントに拠点を置く24時間のニュースネットワークで、Rogersが所有する多数のニュース及びCitytv Toronto、680 Newsラジオ、マクリーンズ誌などのメディアプロパティからのリソースを集める「CityNews Channel」と呼ばれるカナダ・ラジオテレビ通信委員会とのカテゴリBサービスとしてライセンス供与されたデジタルケーブル専門チャンネルを立ち上げる計画を発表した。同チャンネルは「充実したインタラクティブな画面フォーマット」を備えており、主要な競合相手であるベル・メディアのCP24と似ている可能性がある。
CityNews Channelは、2011年10月3日に開始され、交通・天気予報は毎時1分、スポーツニュースは15分・45分、ビジネスニュースは26分・56分という680 Newsと同じニュースホイール形式を使用している。同チャンネルのアンカーは、期間に応じてローテーションで担当した。ローリングニュース番組は、平日は9:30から17:00まで、週末は午前7時から午後6時まで、毎晩19:00から23:00まで放送される。全てのCitytv Torontoのニュース番組は同チャンネルで同時放送される（CityNews Channelでのみ30分間追加で視聴できる平日朝のニュース/トーク番組『ブレックファスト・テレビジョン』と毎晩23:00のニュース番組『CityNews Tonight』を含む）。トロント全土で生の交通カメラフィードを特集した680 Newsの音声サイマル放送も、平日1:00から5:30までと、週末の0:00から7:00まで放送される。
2012年4月14日以降、Citytv Torontoは、CityNews Channelの週末朝のニュース番組を毎週土曜日7:00から8:00まで、日曜日朝の7:00から9:00まで同時放送した。同チャンネルは、2013年5月30日の9:00に突然運用を終了した。

## 他の市場のCityNews
『CityPulse』は、 CKVU-TVが「Citytv Vancouver」としてブランド名が変更された2002年にバンクーバーで立ち上げられた。2005年8月にCitytvが2局から5局に拡大したことにより、5局全てのニュース放送は『CityNews』に名前が変更された。
2006年7月12日、CTVグローブメディアがCHUMリミテッドを買収する計画が発表されたのと同時に、トロントのCITYを除く全てのプライムタイムの『CityNews』番組が直ちに終了され、全国の281人のCHUM従業員が解雇された。カルガリーのCKALとエドモントンのCKEMでは、『CityNews at Six』と『CityNews Tonight』が、『Your City』と呼ばれる新しい30分ニュースマガジンに置き換えられた。ニュースリリースによると、ウィニペグのCHMIは2007年1月に独自のバージョンをリリースする予定だったが、実現することはなかった。CKVUのニュース放送は置き換えられなかったが、2009年初めに『ブレックファスト・テレビジョン』形式に基づく『ランチ・テレビジョン（Lunch Television）』と呼ばれる正午のニュース放送が開始された。カルガリーとエドモントンの『CityNews at Noon』、及びバンクーバーの『ランチ・テレビジョン』は2010年1月19日まで続いた。
番組がCityNewsに移行した際、1980年代から電話でのコンテストとして存在していたCityPulse Webtestなど、いくつかの機能が失われた。『A-Channel News』と呼ばれていたCHMIの新しいフォーマット（2011年8月にAシステムがCTV Twoにブランド変更される前は、後にCTVグローブメディアのA加盟局で『Aニュース』という名前で使用されていた）は、終了前の18:00のニュースで視聴者のほぼ半分を失っていた。
2007年6月8日、CRTCはCHUMのCTV買収を承認した。しかし、メディア所有権の集中規制により、5つのCitytv加盟局をCTVグローブメディアに売却することはできなかった。同年6月11日、 ロジャーズ・コミュニケーションズは、CTVグローブメディアから5つのCitytv加盟局を購入すると発表した。売却は9月28日に承認され、2007年10月31日に正式になった。CTVグローブメディアは、 『CityNews』を含むトロントのCitytv加盟局と多くの番組やパーソナリティを共有する24時間営業のトロントのローカルニュース放送局であるCP24の所有権を保持した。
2010年1月19日、エドモントンのCKEM-TVとカルガリーのCKAL-TVを拠点とする『ユア・シティー（Your City）』、『ランチ・テレビジョン』、及びバンクーバーのCKVU-TVのコメディ番組『CityNews List』も終了された。ウィニペグでは、『ブレックファスト・テレビジョン』のニュース部分は『CityNews』と呼ばれている。
ジム・パティソン・グループの放送局（カムループスのCFJC-TV、プリンスジョージのCKPG-TV、メディシンハットのCHAT-TV）は、独自の平日のローカルニュース番組を制作しているが、独自のローカルバージョンの『ブレックファスト・テレビジョン』を制作したり、ニュースキャストに『CityNews』ブランドのタイトルを付けたりすることはありません。実際、E!システムの系列として使用されているのと同じ放送上のブランドのロゴを維持しているにもかかわらず、Citytvのブランドは付けられていない。しかし、2012年5月3日にCitytvとの提携契約を更新する一環として、CKPG、CHAT、CJFCは、バンクーバー版の『ブレックファスト・テレビジョン』を、2012年秋に放送局がCKVUスケジュールグリッドからのCitytvの朝と昼の番組の90％を放送し始めたため、CKVU-DTから同時放送を開始した。
Citytv Saskatchewanは、教育用ケーブルチャンネルとして認可されているため、『CityNews』のニュース放送や『ブレックファスト・テレビジョン』を制作していない。ただし、新たに買収したモントリオールのCJNT-DTは、2013年秋に『ブレックファスト・テレビジョン』のバナーの下で『CityNews』の制作を開始した。
2017年6月5日、ロジャーズは、地元の夕方と深夜のニュース放送を、カルガリー、エドモントン、バンクーバー、ウィニペグ、およびCJNT-DTのニュース事業の拡大を通じて、モントリオールにあるCitytvが所有および運営する放送局に戻すと発表した。現地時間の18:00と23:00に放送された1時間のニュース番組は同年9月4日にエドモントンとウィニペグで初放送されたが、発表された残りの市場は2018年初頭にニュース放送を開始した。2018年7月12日、新しいカルガリー、モントリオール、バンクーバーのニュース放送が9月3日に初放送されることが発表された。

## CityNews Radio
2020年12月3日10:00、オタワのCIWWは「CityNews」としてブランド名を変更し、AM 1310で放送を続けながら、姉妹局CJET-FM101.1（旧：CKBY-FM）で同時放送を開始した。
2021年6月、ロジャーズは、他の5つのオールニュースとニューストークラジオ局のブランドを「CityNews」ブランドに変更すると発表した。ブランド変更は同年10月18日に発効した。3つの放送局（トロントのCFTR 680、カルガリーCFFR 660、バンクーバーのCKWX 1130）はCitytv加盟局と同じ場所にあり、4つ目の放送局（キッチナーのCKGL 570）はCitytv Torontoの二次市場にある。この動きにより、「CityNews」ブランドは、ロジャーズがCJNI-FM 95.7ハリファックスを運営しているが、Citytv加盟局は運営していないカナダ大西洋州にもたらされた。

## 過去の番組

### CityNews International
2008年にバンクーバー、カルガリー、エドモントン、ウィニペグで放送されたローカルの『CityNews』の放送が終了された直後に、『CityNews International』と呼ばれる新しい30分番組が開始された。同番組はCitytv Torontoのスタジオで制作され、地元のCitytv Torontoの『CityNews』と同じ放送中のパーソナリティの多くを特集した。『CityNews International』は、カルガリーとエドモントンで18:30と23:30に放送された。ウィニペグでは23:00に放送され、バンクーバーでは18:00と23:35に放送された。トロントでは、Citytvが23:35に同ニュース番組を放送した。同番組は2010年のカット中に終了された。番組タイトルは、Citytv Torontoで、夕方のニュース放送中に流される国際ニュースコーナーで引き続き使用されている。

### ユア・シティー
カルガリーとエドモントンでの夜間/深夜の番組の交換番組は、『ユア・シティー（Your City）』と呼ばれるマガジンタイプの番組だった。
番組は週5日、18:00に放送され、23:00に繰り返された。番組の形式は、トップニュース、演劇やその他の文化的生活に関するリポート、様々なレストランやワインのレビュー、その他の一般的な興味のある記事の品揃えで構成されていた。

### CityNews at Noon
トロント、カルガリー、エドモントンで放映された正午のニュース番組。トロントのフランシス・ドソウザとローラ・ディバティスタ（Laura DiBattista）、エドモントンのアシャ・トムリンソン（Asha Tomlinson）、カルガリーのエイスリング・スラタリー（Aisling Slattery）がホストを務めた。

### CityOnline
トロントの『CityNews at Noon』に続いて、トロントのニュースと時事に関するランチタイムの30分間のトーク番組が平日12:30に放送された。同番組は、電話での形式で観客の参加を促した。視聴者は、毎日の電話投票に電子メールを送信して投票することもできる。
『CityOnline』はクリス・レイエス（Kris Reyes）がホストを務めた。過去のホストには、アン・ロメール（CP24）、トレイシー・ムーア（『Cityline』）、ローラ・ディバティスタ（CBCラジオ）などがいた。

### ランチ・テレビジョン
『ランチ・テレビジョン（Lunch Television）』はカイル・ドナルドソン（Kyle Donaldson）とミシェル・マクダーモット（Michel McDermott）がホストを務め、バンクーバー市場で放映された。
『ランチ・テレビジョン（Lunch Television）』とも呼ばれる初期の番組は、1990年代に元のトロントの放送局で放映された。

## アンカーとリポーター

### Citytv Toronto
アンカー
- ディナ・プグリエーゼ（英語版） - 『ブレックファスト・テレビジョン』共同ホスト（2006年〜現在）
- ロジャー・ピーターソン - 『ブレックファスト・テレビジョン』共同ホスト
- トレイシー・ムーア（英語版） - 『Cityline』ホスト（カナダ全土に放送）

天気
- フランク・フェラージン - 『ブレックファスト・テレビジョン』気象スペシャリスト（平日朝）
- アダム・スタイルズ
- ステラ・アッキスト
- ナターシャ・ラムサハイ

スポーツ（CityNews）
- リンゼイ・ダン

エンターテイメント
- ディナ・プグリエーゼ（英語版） - エンターテインメントリポーター（不定期）

リポーター
- シンシア・マリガン（英語版） - 一般割当リポーター
- パム・シール - 一般割当リポーター
- マーク・マカリスター（英語版） - 一般割当リポーター

### Citytv Calgary
現在同局で放送されている唯一のニュースは、そのバージョンの『ブレックファスト・テレビジョン』の間である。『ブレックファスト・テレビジョン』の最新ニュースは、引き続き『CityNews』としてブランド化されている。

#### 注目すべき現在のスタッフ
- タラ・スローン（英語版） - 『ブレックファスト・テレビジョン』共同ホスト

リポーター
- ジル・ベランド（英語版） - 『ブレックファスト・テレビジョン』「ライブ・アイ」リポーター

### Citytv Vancouver
現在同局で放送されている唯一のニュースは、そのバージョンの『ブレックファスト・テレビジョン』の間である。『ブレックファスト・テレビジョン』の最新ニュースは、引き続き『CityNews』としてブランド化されている。

### CityNews Ottawa Radio
2020年12月3日10:00に、CIWW（1310 News）とCKBY-FM（Country 101.1）はCityNewsとしてブランド名が変更された。どちらの放送局も同じコンテンツを放送している。Country 101.1は、CJET-FMに移動されたため、Country 92.3にブランド変更された。

## 過去のプレゼンター

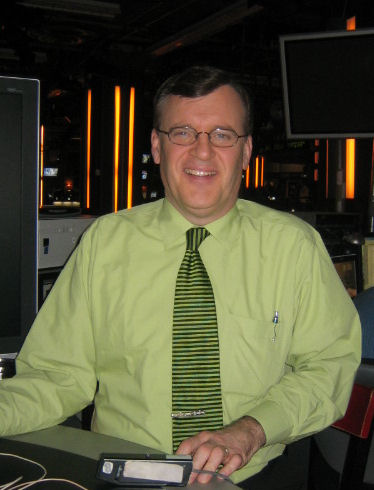
「ホームページ」の放送回を収録した後のデイビッド・C・オンリー（David C. Onley）。

### Citytv Toronto
- ショーン・コーワン（英語版） - 現：@zoocasa realtyの不動産エージェント
- ソーリア・アシューラス（英語版）（後にABC、次にCBSに移籍）現：energyNOW!（アメリカン・クリーン・スカイズ財団（英語版））主催者
- ビル・キャメロン（英語版） - アンカー（1978年 - 1983年、後にカナダ放送協会に移籍）、故人
- ランス・チルトン（英語版） - 『CityNews』/CP24リポーター（後にバリーのA-Channel（英語版）でアンカー、バリー地域の不動産業者を務める）
- ジョジョ・チントー（英語版） - リポーター兼犯罪担当スペシャリスト（1978年 - 2010年、現：エル・ムンド・ハビタット開発公社（El Mundo Habitat Development Corporation）社長）
- マーク・デイリー（英語版） - 『CityNews Tonight』アンカー、犯罪担当スペシャリスト、『The Voice of Citytv』として知られるコンティニュイティーアナウンサー（1979年 - 2010年、前立腺癌のため、2010年12月6日に死去）
- デニース・ドンロン（英語版）（後のソニー・カナダCEO、CBCラジオの英語サービスのエグゼクティブディレクター（2008年 - 2011年））
- ドワイト・ドラモンド（英語版） - 『CityNews at Five』アンカー及び犯罪担当スペシャリスト（現：CBCトロントの5:00、5:30、6:00のアンカー）
- メレラ・フェルナンデス - アンカー/リポーター（現：トロントのCTVニュース）
- メアリー・ガラファロ（英語版）（後にニューヨークのWNYW-TV、現：グローバル『16x9 - ザ・ビガー・ピクチャー（英語版）』ホスト）
- アン＝マリー・グリーン（英語版） - リポーター（現：CBSニュース）
- メリッサ・グレロ（英語版） - アンカー/リポーター（現：CP24『CP24ブレックファスト』共同ホストと平日アンカー）
- ピーター・グロス - 1977年～1980年代初頭までスポーツディレクター、その後1986年まで『ザ・ワールド・アコーディング・トゥ・グロス（The World According to Gross）』でユーモアリポーター。1990年代初頭から2019年までの680 News（英語版）で、2001年～2003年までのCityNewsで気象リポーターとしての短いスティントを除いて、『グロスによる世界』を復活した。
- ラリサ・ハラピン（英語版） - エンターテインメントアンカー（ロジャーズが『CityNews』のエンターテインメント部門を排除したことで解雇された）
- ローン・ホニックマン（英語版） - 『CityPulse』/『CityNews』法務担当スペシャリスト（CP24及びコートTVカナダ『リーガル・ブリーフ（Legal Briefs）』ホストで、弁護士を務めていた）
- ボブ・ハンター（英語版）（グリーンピース創設者、癌との長期にわたる戦いの後に2005年5月2日に死去）
- アヴィ・ルイス（英語版）（1996年 - 1998年、後にCBCニュースネットワーク 、次にアルジャジーラ・イングリッシュ（英語版） 、現：ドキュメンタリー映画製作者及び政治家）
- スティーブン・ルイス（英語版） - コメンテーター（後にカナダの国連大使に任命された）
- アンバー・マッカーサー - ニューメディアスペシャリスト（現：CP24ニューメディアスペシャリスト）
- ゴード・マルティノー（英語版） - トロントの長年の元アンカー(1977年 - 2016年、現：引退）
- ジム・マッケニー（英語版） - トロントのスポーツリポーター/アンカー（1979年 - 2009年、現：引退）
- トレイシー・ムーア（英語版） - 『ブレックファスト・テレビジョン』/『CityNews』リポーター（現：Citytv『Cityline』ホスト）
- アン・ムロツコフスキー（英語版） - 『CityNews at Six』アンカー（2010年1月に解雇され、後にグローバル・オンタリオ『ニュースアワー』共同アンカー）、現：メディアコンサルタント兼時折俳優
- ファラー・ナーサル（英語版） - 週末アンカー/代替アンカー/リポーター（現：CP24にアンカー）
- デイビッド・オンリー（英語版） - 科学技術スペシャリスト/CP24アンカー及び『ホームページ（Homepage）』ホスト（1984年 - 2005年、2007年～2014年にオンタリオ州副知事（英語版）を務めた）
- ディニ・ペティ（英語版）（CTVの『ディニ・ペティ・ショー（英語版）』の後のホスト、『Cityline』ゲストホスト（2010年 - 2012年））
- アレックス・ピアソン（英語版） - リポーター（1999年 - 2006年、現：トロントのGlobal News Radio 640（英語版）でトーク番組のホスト）
- ベアトリス・ポリティ - CityNews/A-Channel/CP24オタワを拠点とする政治スペシャリスト（現：グローバル・オンタリオに所属）
- モニータ・ラージパル（英語版） - リポーターとしてスタートし、その後アンカーデスクに異動してから、CNNインターナショナルに14年間勤務した。彼女のCNNインターナショナルでの最後の放送は2014年7月4日だった。
- ジョン・ロバーツ（英語版）（J・D・ロバーツとしてクレジット） - エンターテインメントリポーター及び週末アンカー（以前はCNNの『アメリカン・モーニング（英語版）』共同ホスト、現：FOXニュースチャンネルのアトランタ担当国内特派員）
- アン・ロメール（英語版） - 『CityNews』アンカーで、『ブレックファスト・テレビジョン』と『CityOnline』ホスト（現：CP24リードアンカー）
- トーニャ・ラウズ - 『CityNews』/CP24フィットネススペシャリスト及びCP24『パーフェクト・フィット（Perfect[要出典] Fit）』ホスト[要出典]。
- オマール・サシェディナ（英語版） - リポーター（現：CTVニュースチャンネル（英語版））
- ジョン・サンダース（英語版） - スポーツキャスター（ESPNに30年間在籍）、2016年8月10日に死去
- ディック・スミス（英語版） - 1970年代・1980年代のコメンテーター、後に680 News（英語版）のニュースディレクター、2021年3月6日に死去[21]
- ピーター・シルバーマン（英語版） - 消費者スペシャリスト及び「シルバーマン・ヘルプス（Silverman Helps）」のコーナーホスト（2008年6月に解散、後にCFRB、2021年10月7日に死去）[22]
- ジェニファー・ヴァレンタイン（英語版） - 『ブレックファスト・テレビジョン』「ライブ・アイ」ホスト、現：『バチェロレッテ・カナダ（英語版）』
- アンドリュー・クリスタル（英語版） - 一般割当リポーター
- トム・ヘイズ - リポーター（現：トロントのグローバルニュース）
- フランシス・ドソウザ（英語版） - 『CityNews at Five』元アンカー（平日）兼リポーター、現：CBCニュース編集長
- ケビン・フランキッシュ（英語版） - 『ブレックファスト・テレビジョン』アンカー/共同ホスト（1991年 - 2018年）、現：セネカ応用芸術技術大学で教鞭をとり、Cityの特別プロジェクトを制作している。
- ヒュー・バーリル（英語版） - 元スポーツアンカー/リポーター。現：The Fan 590（英語版）
- キャスリン・ハンフリーズ（英語版） - スポーツアンカー/リポーター（1997年 - 2015年）、現：専業主婦

### Citytv Vancouver
- フィオナ・フォーブス（英語版） - 『ブレックファスト・テレビジョン』ホスト（2002年 - 2003年、ショーTV（英語版）バンクーバーにいた）
- ビバリー・マフード（英語版） - ホスト（2003年 - 2005年、現在はCMTカナダ（英語版）の主力番組である『CMTセントラル（CMT Central）』の共同ホスト）
- シミ・サラ（英語版） - 『ブレックファスト・テレビジョン』ホスト（2005年 - 2008年、現：Global News Radio 980 CKNW（英語版））
- ジョディ・ヴァンス（英語版） - 『ブレックファスト・テレビジョン』共同ホスト/ニュースアンカー

### Citytv Calgary
- ロス・ハル（英語版） - 『ブレックファスト・テレビジョン』リポーター（現：グローバルトロントの気象キャスター）